# Лютий 2012
Лю́тий 2012 — другий місяць 2012 року, що розпочався в середу 1 лютого та закінчився у середу 29 лютого.

## Події

Степан Сапеляк

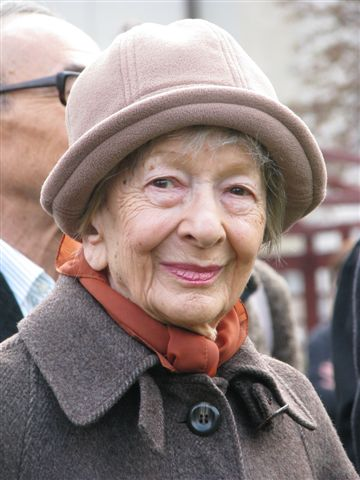
Віслава Шимборська

- 1 лютого
  - Помер Степан Сапеляк — український письменник, громадський діяч.
  - Померла Віслава Шимборська — польська поетеса, лауреат Нобелівської премії з літератури 1996 року.[1]
  - Після футбольного матчу в Єгипті вболівальники команди «Аль-Масрі» напали на вболівальників «Аль-Ахлі» у результаті чого загинуло 74 особи.[2][3]
  - У відповідь на закриття файлобмінника ex.ua відбулися DDoS-атаки на урядові та провладні сайти. Зокрема тимчасово припинили діяльність сайти президента [Архівовано 25 грудня 2018 у Wayback Machine.], уряду [Архівовано 10 лютого 2007 у Wayback Machine.], парламенту, Конституційного Суду [Архівовано 11 травня 2008 у Wayback Machine.], МВС, СБУ [Архівовано 23 квітня 2021 у Wayback Machine.] та Партії регіонів.[4][5]
- 3 лютого
  - Частково відновлено роботу файлобмінника ex.ua.
- 5 лютого
  - Новим президентом Фінляндії став Саулі Нійністе.[6][7]
  - На російській антарктичній станції «Восток» гляціо-буровий загін проник в реліктові води підльодовикового озера Восток через глибоку крижану свердловину на глибині 3766 м.[8]
- 8 лютого
  - Віктор Янукович звільнив Михайла Єжеля з посади міністра оборони і призначив главою оборонного відомства Дмитра Саламатіна.[9]
- 9 лютого
  - Штаб-квартиру екс-кандидата в президенти Південної Осетії Алли Джиоєвої взяли штурмом силовики, Джиоєва в реанімації.[10]

- 11 лютого

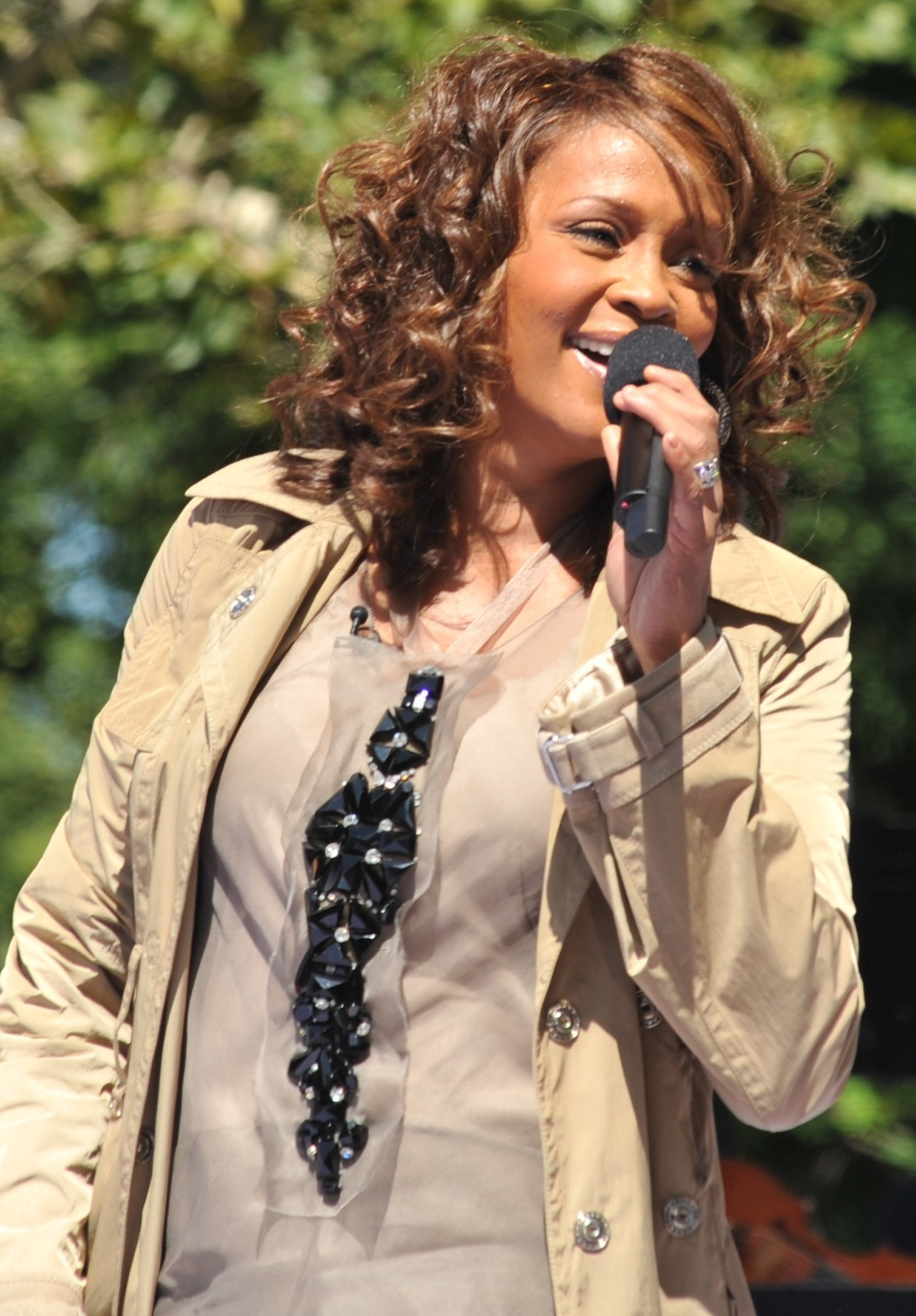
Вітні Х'юстон

  - На 49 році життя померла американська поп-співачка Вітні Х'юстон.[11][12]
  - Близько 200 тисяч осіб у багатьох великих містах Європи взяли в суботу участь в мітингах і демонстраціях проти угоди ACTA щодо боротьби з контрафактною продукцією.[13]
- 12 лютого
  - Ліга арабських держав на нараді в Каїрі вирішила завершити місію спостерігачів у Сирії через відсутність умов для їхньої роботи та закликала Раду безпеки ООН ввести в Сирію миротворчий контингент.[14]
- 13 лютого
  - Збірна Замбії перемогла на Кубку африканських націй.[15][16]
- 17 лютого
  - Крістіан Вульфф подав у відставку з поста президента Німеччини.[17]
- 18 лютого
  - У Латвії пройшов референдум про визнання російської мови другою державною, проти проголосували близько 75 % громадян країни.[18]
  - Гайтана Ессамі представлятиме Україну на пісенному конкурсі Євробачення 2012 з піснею «Be my guest».[19]
- 19 лютого
  - Йоахіма Ґаука було висунуто надпартійним кандидатом у Федеральні президенти Німеччини від коаліційних партій та опозиції.[20].
  - Віталій Кличко за балами переміг Дерека Чісору.[21]
- 21 лютого
  - Українська Вікіпедія за кількістю статей обійшла Каталонську, вийшовши таким чином на 13-ту позицію.
- 24 лютого
  - 37-ма церемонія вручення нагород премії «Сезар».

- 25 лютого

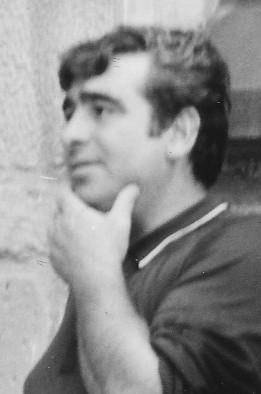
Моріс Андре

  - Новий президент Ємену Абд-Раббу Мансур Гаді склав присягу перед парламентом країни; завершилася ера Алі Абдулли Салеха, який беззмінно керував Єменом впродовж останніх 33 років.[22][23]
  - На 78 році життя помер віртуозний французький сурмач Моріс Андре.[24]
- 26 лютого
  - У Лос-Анджелесі пройшла 84-та церемонія «Оскар». Тріумфатором церемонії стала французька німа та чорно-біла стрічка Артист режисера Мішеля Азанавічуса.[25]
  - В Сирії відбувся референдум щодо утвердження нової конституції, у якій передбачено багатопартійність.[26]
  - Землетрус у Тиві, Росія.
- 27 лютого
  - Екс-міністра внутрішніх справ Юрія Луценка засуджено до 4 років позбавлення волі з конфіскацією майна.
- 28 лютого
  - Лідери Євросоюзу, Канади та США розцінили результати суду над Юрієм Луценком як акт політичної помсти від партії влади.[27]
- 29 лютого
  - Країни Євросоюзу відкликали своїх послів із Білорусі[28] на знак солідарності з керівником представництва Єврокомісії Майрою Марі та послом Польщі Лешеком Шарекою, яким влада Білорусі запропонувала виїхати до своїх столиць для консультації.[29] Такий крок керівництва Білорусі спричинило розширення списку білоруських високопосадовців, яким заборонено в'їжджати до ЄС.